# Guignard
Guignard je priimek več oseb:
- André Guignard, inženir
- Guillaume Emmanuel Guignard, vicomte de Saint-Priest, francoski general